# محمد تقي المدرسي
آية الله محمد تقي المدرسي (بالفارسية: محمد تقى حسينى مدرسى) هو مرجع شيعي عراقي إيراني ومنظر سياسي وُلد في عام 1945، ألَّف أكثر من 400 كتاب في مسائل عديدة مثل اللاهوت والتأريخ والفلسفة، صرحَ «مركز الكنيسة الأنجليكانية في روما» أنَّ المدرسي هو على الأرجح ثاني أكبر عالم دين شيعي من بعد آية الله علي السيستاني.

## سيرة ذاتية

### عائلتهُ
وُلد المدرسي في عائلة شيعية في كربلاء- العراق. والده محمد كاظم المدرسي، حفيد محمد باقر كلبايجاني. والدته هي أبنة مهدي الشيرازي.

#### حياتهُ السابقة
بدأ المدرسي تعليمه الديني في الحوزات الدينية في كربلاء في سن الثامنة. درس على يد بعض كبار علماء كربلاء أمثال الشيخ محمد الكرباسي والشيخ جعفر الرشتي والشيخ يوسف الخراساني. بسبب تزايد ضغوط البعثيين المُناهضين للشيعة  هاجر المدرسي إلى الكويت في عام 1971م، واستقرَ هُناك حتى عام 1979م، وبعد ذلكَ أنتقل إلى إيران بعدَ الثورة الإسلامية.

#### النشاط
في العام 1967 وبتوجيه من آية الله محمد الشيرازي أنشأ محمد تقي المدرسي مجموعة دينية ناشطة عُرفت باسم (الحركة الرسالية). ولفظ الرسالي مستوحى من الآية القرآنية: (الذين يبلغون رسالات الله ويخشونه ولا يخشون أحدا إلا الله وكفى بالله حسيبا) سورة الأعراف آية 39.
قبل الثورة الإسلامية الإيرانية، ظلت الجماعة منظمة سرية تعمل على رفع مستوى الوعي الديني، ولكن بعد الثورة في العام 1979 ظهرت إلى العلن داعية إلى الفكر الإسلامي في المنطقة وبأسماء مستعارة في مختلف البلدان.
يُعد المدرّسي قائدَ الحركة الرسالية ومنظرها الحركي، ومرجعها الديني لاحقاً، قد قام ببلورة وصياغة الثقافة الرسالية في كتب عديدة، وله الريادة والاختصاص في ذلك، حيث زخرت كتاباته المتعددة بالتأصيل وبيان المعالم والخصائص والآثار التي ترتبها الثقافة الرسالية، وتعتبر موسوعة (من هدى القرآن - 18 مجلدًا) التي تحتوي على تدبرات المرجع المدرسي دام ظله في القرآن الكريم من أهم المصادر التي تضع اللبنات الأساسية لصرح الفكر الرسالي المستلهم من القرآن الكريم والسنّة المطهّرة.
وكتب أيضًا: (في السلوك الرسالي)، (كيف ننمّي الفئات الرسالية)، (كيف تكون القيادة الرسالية)، (المسجد منطلق الثورة الرسالية)، (خلايا المقاومة الرسالية)، (تجارب رسالية)، (عن الإعلام والثقافة الرسالية)، (الشعب العراقي ومسؤوليته الرسالية)، (المرأة بين مهام الحياة ومسؤوليات الرسالة)، (فاطمة الزهراء رائدة الثورة الرسالية)، (برنامج الرسالي في عصر الطغاة)، (الأمّة بين القيادة الرسالية والقيادة المزيّفة)، وهنالك محاضرات أخرى تتضمّن عناوينها أو مضامينها النهج الرسالي. وقد صدرت تلك الكتب من العام 1979م إلى 1987م.

## عودته إلى العراق ودوره

### اعتقاله من قبل قوات التحالف
مع الإطاحة بصدام حسين من قبل القوات الذي تقودُها الولايات المتحدة في عام 2003، عادَ المدرسي مع رجال دين آخرين إلى مقرهم في العراق. عندَ عودتهُ إلى العراق في 22 أبريل 2003، أعتُقل المدرسي وحاشيته من قبل القوات الأمريكية، أُطلِق سراحه بعد نقلهِ إلى مكان لم يُكشف عنه.

### السياسة العراقية

#### دعوة ضد داعش
كان المدرسي أول عالم دين شيعي (تبِعه آية الله السيستاني بفترة قصيرة) يدعو للمقاومة الشعبية ضد داعش، بعدَ الاستيلاء السريع على مساحات شاسعة من الأراضي العراقية في يونيو 2014، وفي بيانه حذرَ المدرسي من تدمير الكنائس والمعابد التابعة للأديان كافةً.

## أدواره الدولية

### البحرين 2002
سافر المدرسي إلى مملكة البحرين عام 2002 في زيارة رسمية بدعوة من وزير العدل والشؤون الإسلامية عبد الله بن خالد آل خليفة إلتقى فيها بجهات رسمية وشعبية.     

### الفاتيكان 2014
وجه بابا الفاتيكان دعوة للمدرسي في ديسمبر 2014 لحضور قمة القادة الدينيين العالميين في الفاتيكان. جعله هذا أول آية الله العظمى يلتقي البابا. وطالب المدرسي في كلمته الزعماء الدينيين في العالم بـ «الانخراط في تكافل الحضارات والأديان». وأدان الإرهاب وانتشار الأسلحة النووية والعبودية الحديثة وقال:
إن الفهم الخاطئ للدين سببه الجهالة، فقد فرّق الناس في الدين، فخلقت الحواجز بين أهل الدين، وكانت تلك الحواجز سبباً لضعف تأثيره في الناس، وعلينا اليوم ان نبذل المزيد من الجهد لاختراق هذه الحواجز وجمع الأديان تحت مظلة كلمة سواء، ثم العمل المشترك في سبيل ترسيخ أسماء الله في الأرض والتبشير بحياة أفضل للإنسانية، حياة المحبة والسلام، حياة التكامل والتعاون. فقد قال الله: «قل يا أهل الكتاب تعالوا إلى كلمة سواء بيننا وبينكم أن لا نعبد الا الله» فكل عبودية دونه هي الذل بعينه، عن الفطرة والطبيعة التي جعلها منارا لكل بني البشر.

أيها السادة المجتمعون: ان علينا ان نعمل يداً واحدة لخلاص الناس من الظلم والاستعباد، ومن الفقر والمرض، ومن انتشار اسلحة الدمار الشامل، ومن التباين الفاحش بين طبقات المجتمع البشري، ومن تخريب البيئة، ولأن الدين يتصل بالرب تعالى والرب هو المهيمن على العالم، فاذا قام علماء الدين والمؤمنون من ورائهم بواجبهم هذا فسوف تكون يد الله معهم، وسوف يحققون اهدافهم السامية، ويسهمون في بسط حياة أفضل للبشرية، وقد قال ربنا: [يا أَيُّهَا الَّذينَ آمَنُوا إِنْ تَنْصُرُوا اللَّهَ يَنْصُرْكُمْ وَ يُثَبِّتْ أَقْدامَكُم]. (سورة محمد: 7).

### أستراليا 2016
في عام 2016 سافر إلى أستراليا، حيث التقى بمؤسسات وفعاليات اجتماعية بالإضافة إلى وزيرة الخارجية الأسترالية جولي بيشوب. ناقش فيها الاثنان الشؤون العراقية والحرب على الإرهاب، وكذلك كيفية اندماج المسلمين بشكل أفضل في المجتمع الأسترالي.